# شرح تعرف
شرح تعرف کتابی است که آموزه‌ها و رفتارهای عارفان و صوفیان را به زبان فارسی شرح می‌دهد و نثری ساده و بی‌تکلف دارد.

## نگارش
«شرح تعرف» را ابوابراهیم اسماعیل مستملی بخاری نوشته و خود در سال ۴۳۴ هجری درگذشته‌است. مستملی بخاری انگیزه خود را از نوشتن «شرح تعرف» تبرک به سخن پیران متقدم عنوان کرده‌است.
مستملی بخاری در واقع کتاب «التعرف لمذهب اهل التصوف» نوشته ابوبکر محمد بخاری کلابادی، صوفی و فقیه حنفی قرن چهارم، را شرح کرده‌است.
مستملی بخاری را از هم‌عصران خواجه عبدالله انصاری و ابوسعید ابی الخیر دانسته‌اند، چرا که سال درگذشت وی را ۴۳۴ هجری نوشته‌اند.

## تصحیح
شرح التعرّف برای اولین بار در تهران  توسط دکتر حسن مینوچهر  تصحیح و تحشیه شده‌است. در  سال۱۳۶۳ ش  شرح تعرف با مقدمه و تصحیح و تحشیه محمد روشن در چهار جلد منتشر شد که در مراسم کتاب سال جمهوری اسلامی ایران به‌عنوان کتاب شایسته تقدیر و معرفی شد.